# Walter Peeters (1925-2002)
Walter A.T. Peeters (Berchem, 5 mei 1925 – Merksem, 15 juli 2002) was een Belgisch bestuurder en politicus voor het Vlaams Blok. 

## Levensloop
Na de humaniora aan het Sint-Lievenscollege in Antwerpen studeerde hij vier jaar architectuur aan de Koninklijke Academie voor Schone Kunsten, zonder het einddiploma te verwerven, vermits hij moest werken in het verschillende generatie's oude familiebedrijf, Hardsteenwerken Peeters NV.  
Samen met zijn broer Willie Peeters kocht hij het bedrijf over en liet dit uitgroeien tot een gerenommeerd groot bedrijf te Hoboken.
Gehuwd met Elza Diels, Vader van vijf dochters.
In 1949 engageerde hij zich in de Vlaamse Concentratie. Na de teloorgang van de partij was hij in 1958 medestichter van een Volksunieafdeling in Schoten. Van 1962 tot 1970 was hij lid van het financieel comité van deze partij. Ook zetelde hij in de partijraad van de VU.
In 1970 nam hij ontslag uit de partij, die volgens hem afweek van de traditionele nationalistische en rechtse lijn. In 1977 stichtte hij op 03 07 1977 te 15 30u samen met Karel Dillen en Karel De Meulemeester  de Vlaams Nationale Partij, waarvan hij penningmeester werd. In 1977 was Peeters medeoprichter van het Vlaams Blok. Het Vlaams Blok werd opgericht uit oprechte reactie tegen het linkse beleid van Hugo Schiltz (VU), die hun visie op de partijlijn niet wenste te volgen en die negatieve Vlaamse coalities sloot met de toenmalige regeringspartners.
In 1991 werd hij verkozen in de Senaat als rechtstreeks gekozen senator voor het arrondissement Antwerpen en vervulde dit mandaat tot in 1995. In de periode januari 1992-mei 1995 had hij als gevolg van het toen bestaande dubbelmandaat ook zitting in de Vlaamse Raad. De Vlaamse Raad was vanaf 21 oktober 1980 de opvolger van de Cultuurraad voor de Nederlandse Cultuurgemeenschap, die op 7 december 1971 werd geïnstalleerd, en was de voorloper van het huidige Vlaams Parlement. Het parlementair werk kon hem echter weinig bekoren.
Hij speelde steeds een rol binnen de Vlaamse Toeristenbond-Vlaamse Automobilistenbond (VTB-VAB), waarvan hij in 1969 bestuurder werd. In 1980 werd hij ondervoorzitter. In 1985 nam hij ontslag uit protest voor een naar zijn mening te grote commercialisering van de VTB. 
Hij was medestichter en bestuurslid van de Vlaams Nationale Debatclub en beheerder van het Pater Stracke-Noodfonds.
Hij overleed op 77-jarige leeftijd in het Jan Palfijnziekenhuis te Merksem.